# Dag Victor
Dag Jerker Reimund Victor, född 12 september 1944 i Östersund, död 12 augusti 2019 i Stockholm, var en svensk jurist. Han var son till Frans Victor.
Victor avlade juris kandidatexamen vid Uppsala universitet 1970 och var därefter tingsnotarie i Stockholms rådhusrätt samt extra föredragande hos Riksåklagaren 1971–1972. Han blev forskningsassistent vid Uppsala universitet 1977, disputerade samma år på avhandlingen Rättssystem och vetenskap: studier kring en analysmodell för ideologiska system samt blev senare docent i straffrätt i Uppsala. Victor blev sakkunnig vid Brottsförebyggande rådet 1980, sakkunnig i Justitiedepartementet 1982, byråchef hos Riksåklagaren 1986, departementsråd i Justitiedepartementet 1986 och hovrättslagman i Svea hovrätt 1992. Han var justitieråd 1997–2011.